# Por una Cabeza

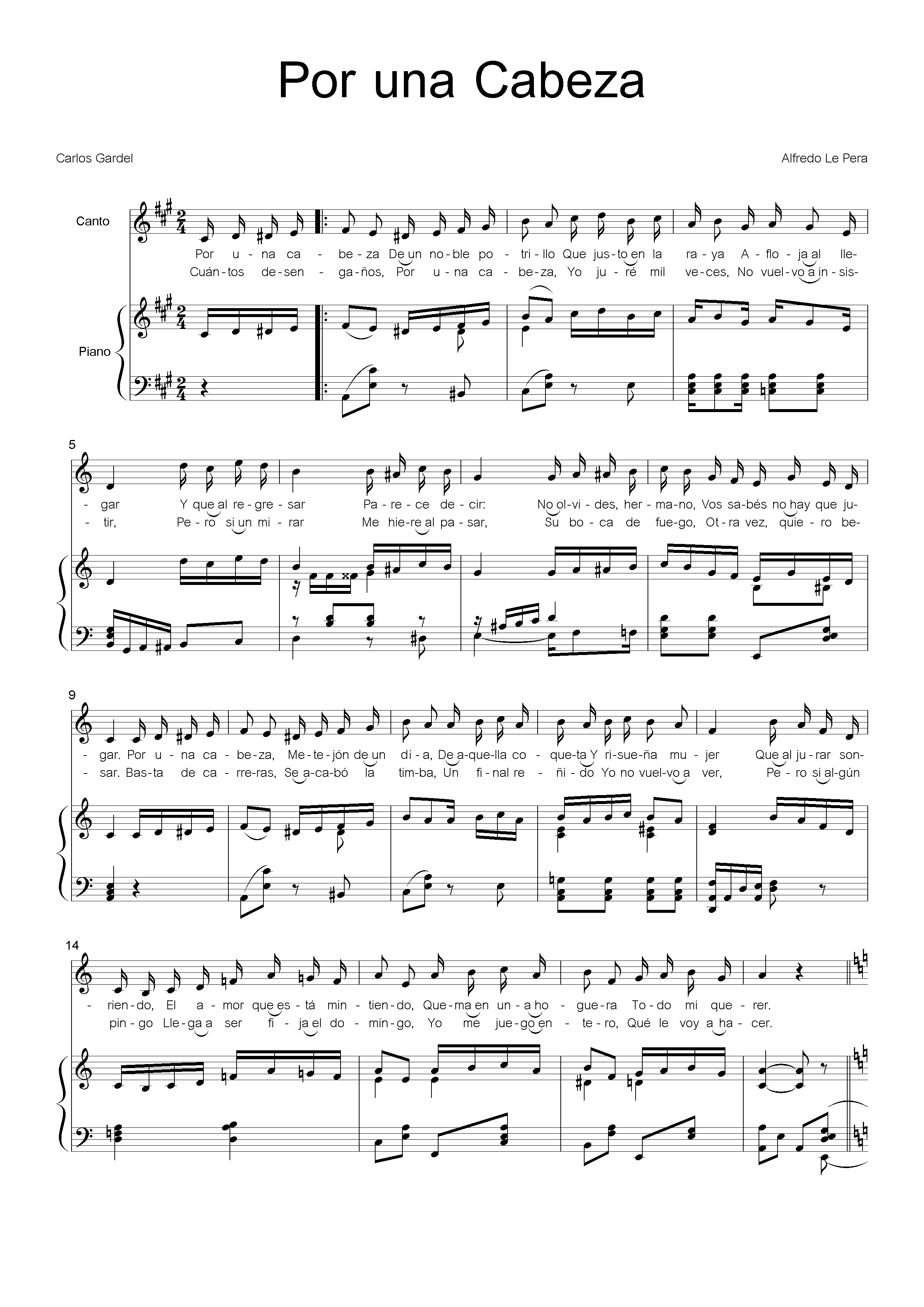
Bladmuziek van dit lied

Por una Cabeza is een tangonummer, geschreven in 1935 door de Argentijnse musici Carlos Gardel en Alfredo Le Pera.
De titel Por una Cabeza betekent met een hoofdlengte. Het lied gaat over een man die verslaafd is aan het gokken tijdens paardenraces. Hij vergelijkt deze verslaving met de aantrekkingskracht die vrouwen op hem hebben.
Het stuk is in heel wat films verwerkt, zoals onder andere in de films Delicatessen (1991), Scent of a Woman (1992), Schindler's List (1993), True Lies (1994), Bad Santa (2003), Easy Virtue (2008) en Planet 51 (2009).
De tango bestaat uit vier delen. 1,3 zijn de originele verzen. 2,4 zijn het refrein, dat in het midden en aan het eind van het stuk anders is.

## Tekst
Por una cabeza de un noble potrillo

Que justo en la raya afloja al llegar

Y que al regresar parece decir:

No olvidés, hermano

Vos sabés, no hay que jugar...

Por una cabeza, metejón de un dia

De aquella coqueta y risueña mujer

Que al jurar sonriendo

El amor que está mintiendo

Quema en una hoguera todo mi querer.

  Por una cabeza

  Todas las locuras

  Su boca que besa

  Borra la tristeza

  Calma la amargura

  Por una cabeza

  Si ella me olvida

  Qué importa perderme

  Mil veces la vida

  Para qué vivir...

Cuántos desengaños, por una cabeza

Yo juré mil veces no vuelvo a insistir

Pero si un mirar me hiere al pasar

Su boca de fuego, otra vez, quiero besar

Basta de carreras, se acabó la timba

Un final reñido yo no vuelvo a ver

Pero si algún pingo llega a ser fija el domingo

Yo me juego entero, qué le voy a hacer